# Montiniaceae
Montiniaceae là một họ thực vật hạt kín thuộc bộ Solanales. Nó chỉ bao gồm 3 chi, và khoảng 5 loài cây bụi hay cây gỗ nhỏ có mùi giống như hồ tiêu, bản địa của khu vực tây nam châu Phi và vùng nhiệt đới thuộc Đông Phi cũng như Madagascar.
Các chi Grevea và Montinia được đưa vào trong phần lớn các hệ thống phân loại, trong khi chi Kaliphora được gộp vào trong họ Montiniaceae trong nhiều phân loại gần đây, bao gồm cả hệ thống APG II năm 2003 và hệ thống APG III năm 2009, nhưng một số hệ thống phân loại khác (trong đó có hệ thống của Armen Leonovich Takhtadjan) lại đưa chi này vào họ riêng của chính nó là Kaliphoraceae

## Đặc điểm
Họ này chứa các loài cây bụi hay cây gỗ nhỏ với lá mọc so le hay mọc đối, mép lá nguyên, không lá kèm. Hoa đơn tính khác gốc. Bao hoa với đài hoa và tràng hoa riêng biệt; 6–10 (hoa đực) hay 8–10 (hoa cái); 2 vòng; đẳng số. Đài hoa 3–5 (hoa đực) hoặc 4–5 (hoa cái); 1 vòng; lá đài hợp; 3–5 thùy tù (hoa đực) hoặc có răng cưa (nhỏ, ở hoa cái), hoặc nguyên (đôi khi, ở cả hoa đực lẫn hoa cái); hình chén (và đôi khi dẹt, ở hoa đực), hoặc hình ống (ngắn, ở hoa cái); mở trong chồi (?). Tràng hoa 3–5 (hoa đực) hay 4–5 (hoa cái); 1 vòng; nhiều cánh hoa; xếp lợp; cân đối; hơi dày cùi; sớm rụng. Bộ nhị 3-5. Nhị 3-5. Bao phấn đính lưng. Bộ nhụy 2 lá noãn, dạng quả tụ. Nhụy 2 ngăn. Bầu nhụy hạ. Quả nang nứt hay không nứt.

## Quan hệ cũ
Họ Montiniaceae đã từng rất khó xác định vị trí, và nói chung từng được đặt vào vị trí gần với họ Saxifragaceae. Cronquist (1981) gộp nó trong họ Grossulariaceae, trong khi Takhtadjan (1997) đặt chúng trong họ tách biệt (Kaliphoraceae nằm cận kề) trong bộ Hydrangeales của ông.

## Hình ảnh

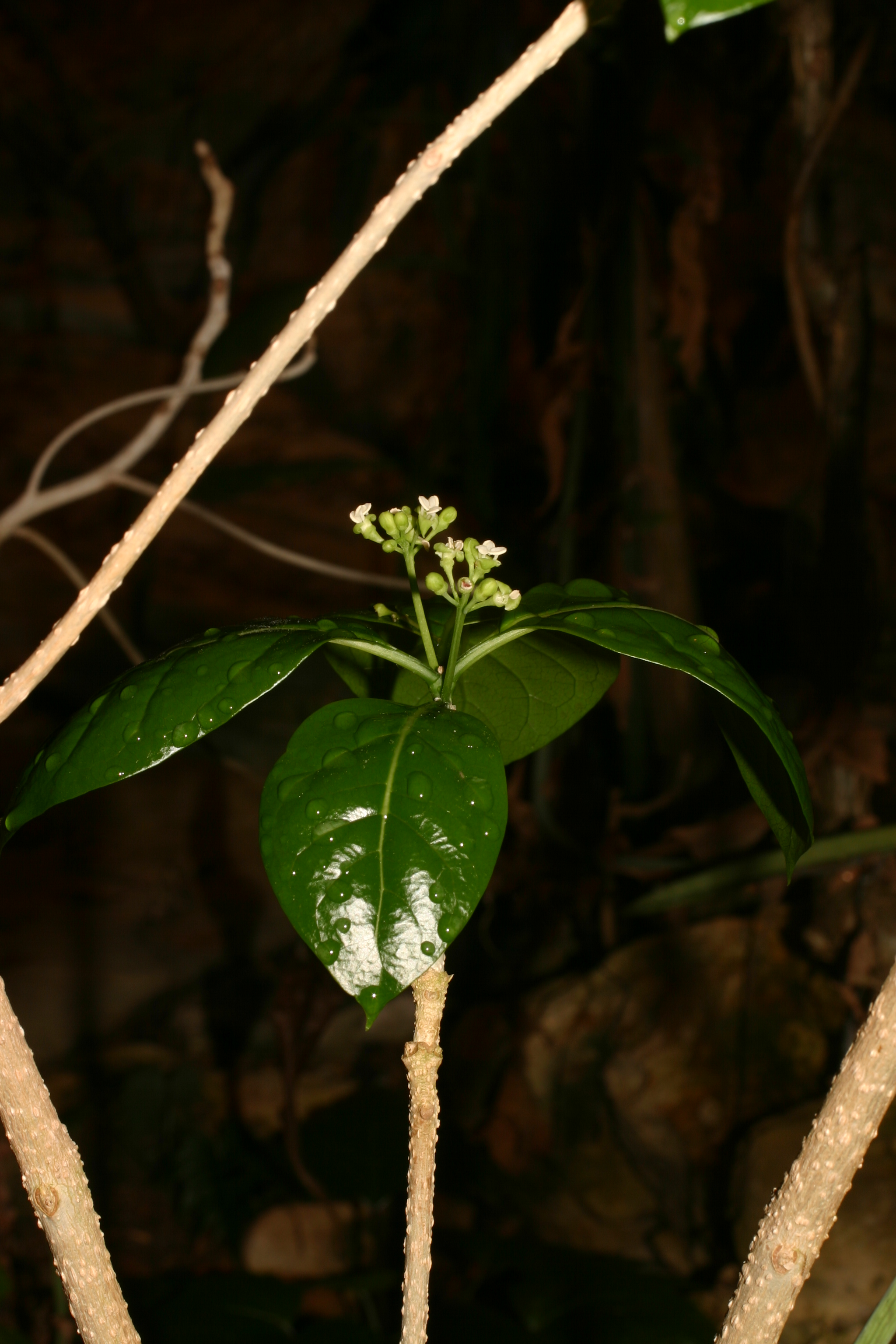
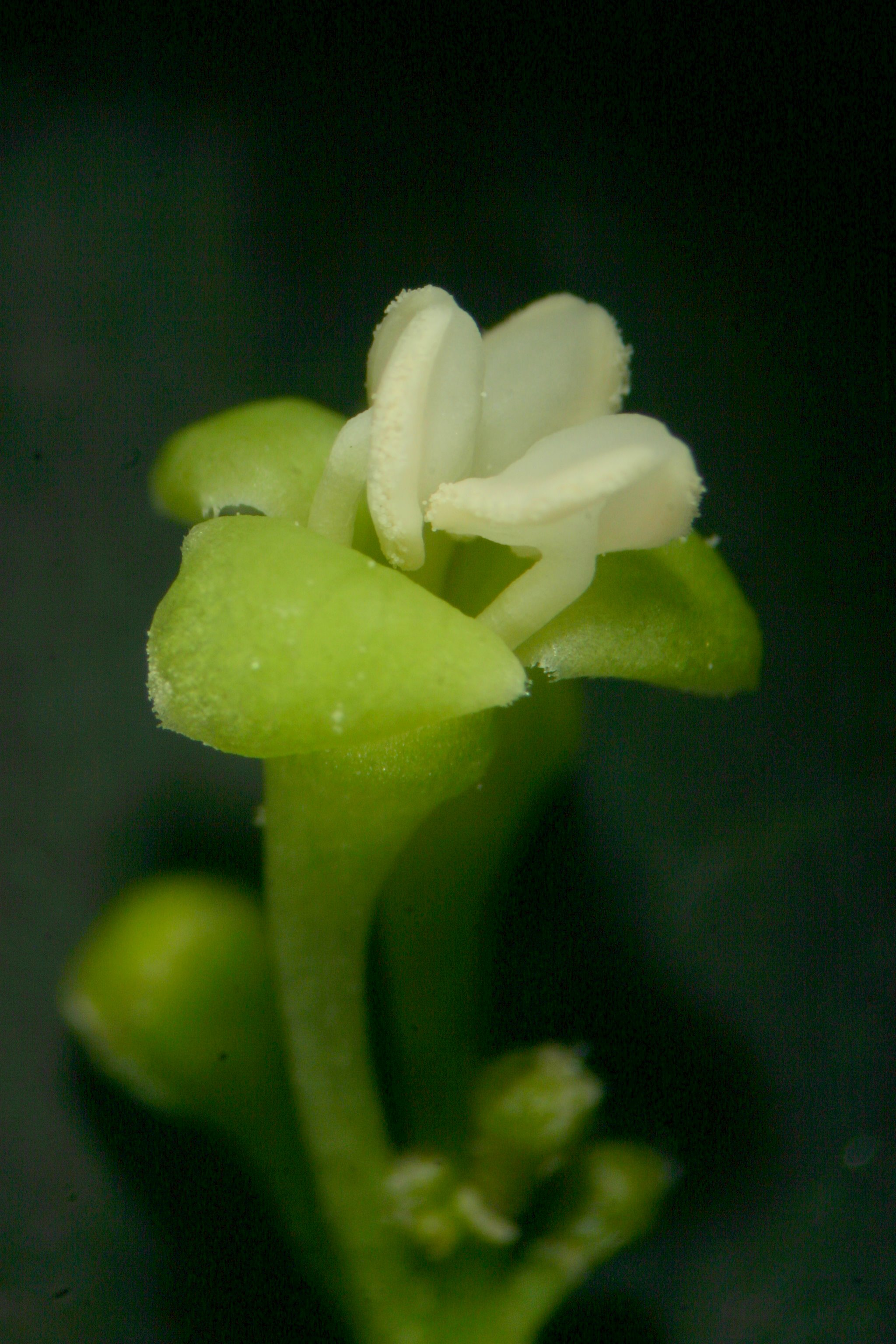